# 전나명
전나명(全那明, 1941년 2월 10일~)은 대한민국의 공무원 출신 정치인이다. 울산 중구청장을 지냈다. 일제강점기 경상남도 울산군 출생이다.

## 학력
- 부산중학교 졸업
- 부산고등학교 졸업
- 동아대학교 토목과 3년 중퇴

## 경력
- 울산시청 도시과 과장
- 울산시청 건설과 과장
- 울산시청 도시계획국 국장
- 경상남도청 도시계획과 과장
- 경상남도청 문화관광국 관광개발 보좌관
- 경상남도 울산광역시 중구 부구청장
- 1996.07~1997.07 제7대 경상남도 울산시 중구 구청장
- 1997.07~1998.03 울산광역시 중구 구청장 권한대행
- 1998.07~2002.06 제1대 울산광역시 중구 구청장
- 2002.04.23 한나라당 탈당

## 수상
- 녹조근정훈장
- 홍조근정훈장

## 역대 선거 결과
|  | 45.52% |

|  | 40.16% |

|  | 31.52% |

| 전임 허선호 | 제7대 경상남도 울산시 중구청장(관선) 1996년 7월 28일~1997년 7월 14일 | 중구청장 권한대행 전나명 |

| 중구청장(관선) 전나명 | 울산광역시 중구청장 권한대행 1997년 7월 15일~1998년 3월 6일 | 중구청장 권한대행 유효이 |

| 중구청장 권한대행 유효이 | 제1대 울산광역시 중구청장(민선) 1998년 7월 1일~2002년 6월 30일 | 후임 조용수 |